# Laurent Charbonnel
Pour les articles homonymes, voir Charbonnel.
Laurent Charbonnel, né le 3 mars 1968 à Mende, est un pilote d'enduro Occitan.

## Biographie
Laurent Charbonnel a notamment marqué l'enduro par ses victoires sur la Gilles Lalay Classic, à l'époque considérée comme la course d'enduro la plus dure du monde,. Il est présent dès la première édition, en 1992, qu'il termine à la 16e position sur une moto Suzuki. C'est ensuite sur Kawasaki qu'il décrochera ses meilleurs résultats.
En 1995, deux ans après son premier podium sur la Gilles Lalay Classic (3e en 1993), il termine deuxième d'une édition historique qui n'a vu que quatre pilotes arriver au terme de l'épreuve (Cyril Esquirol, Stéphane Peterhansel et Nicoli accompagnent Charbonnel à l'arrivée).
Lors de l'édition 1996, Laurent Charbonnel décroche son premier succès sur la Gilles Lalay Classic. Dans la dernière difficulté, la côte du Corbeau Mort, Charbonnel est encore à la bagarre avec Stéphane Peterhansel. Les deux hommes sont tous les deux largement aidés par les spectateurs, présents par centaines. Charbonnel passe la ligne avec une poignée de secondes d'avance sur Peterhansel et les deux pilotes sont finalement déclarées vainqueurs ex aequo.
L'année suivante, en 1997, Charbonnel double la mise avec un deuxième succès, cette fois sans contestation. Il décrochera un dernier podium sur l'épreuve en 1999, avant de terminer 6e en 2001, lors de la dernière édition de la Gilles Lalay Classic.
Au terme des 9 éditions de la Gilles Lalay Classic, Laurent Charbonnel a remporté l'épreuve à deux reprises. Seul Cyril Esquirol, quatre victoires, a fait mieux.

## Palmarès
- Deuxième du Trophée Peugeot 86
- Premier du Trophée 125 national 87 et vice-champion scratch.
- Dixième de la Djerba 87
- Vice-champion scratch Expert 88
- Champion d'Europe d'enduro (350 cm3 4T) : 1989
- Champion du Monde d'enduro ISDE (350 cm3 4T) : 1989
- Vice-Champion du monde d'enduro ISDE (250 cm3 4T) : 1998
- Champion de France d'enduro (125 cm3) : 1998
- Vainqueur du prologue du Paris-Dakar : 1991[4]
- Vainqueur du trèfle lozérien : 1992
- Vainqueur de la Gilles Lalay Classic : 1996, 1997
- Quintuple vainqueur de la Grappe de Cyrano : 1995, 1996, 1997, 1998, 2002

## Sources et références
1. ↑  « La course d'enduro moto "la plus dure du monde" est de retour en Limousin », sur francebleu.fr, 14 février 2020
2. ↑  « La Gilles-Lalay Classic, l'enduro le plus dur », sur liberation.fr, 27 février 1995
3. ↑  « Gilles Lalay Classic »
4. ↑  (fr) L'humanité, 31 décembre 1990

Moto Crampons N°43 septembre 1988